# Archimede Rosa

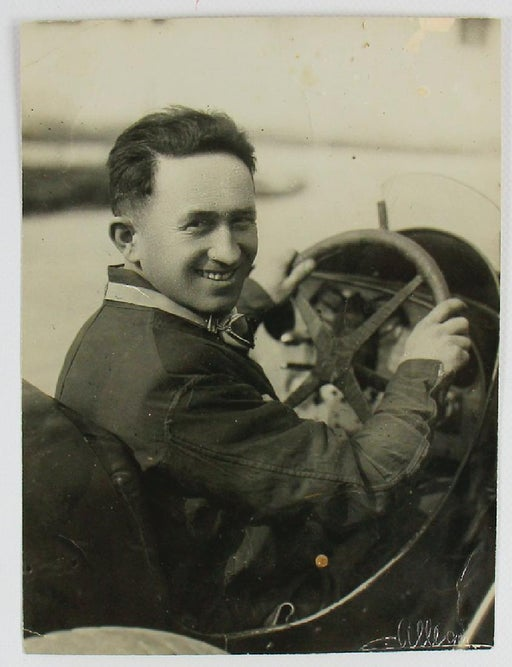
Archimede Rosa 1930

Archimede Rosa (* 25. September 1899 in Brescia; † 28. Oktober 1953 ebenda) war ein italienischer Autorennfahrer.

## Karriere als Rennfahrer
Archimede Rosa war in den frühen 1920er-Jahren Testfahrer bei Officine Meccaniche und kam so mit dem Motorsport in Berührung. Nach dem Weggang von Ferdinando Minoia stieg er neben Giuseppe Morandi zum Werksfahrer auf und erzielte schnell Erfolge. Dreimal in Folge gewann der kleine und schmächtige Rennfahrer die Gesamtwertung des Giro di Sicilia, einem Straßenrennen auf Sizilien. 1929 gemeinsam mit Antonino Trombetta im OM Tipo 665 S sowie 1930 und 1931 jeweils als Co-Pilot von Giuseppe Morandi. Rosa galt als umsichtiger und materialschonender Rennfahrer, Eigenschaften die er sich während seiner Zeit als Testfahrer angeeignet hatte. Bei den langen Straßenrennen führte diese Fahrweise nicht selten zum Erfolg. Neben seinen Siegen beim Giro di Sicilia gelangen ihm auch bei der Mille Miglia sehr gute Ergebnisse. Nach einem dritten Rang 1927 beendete er das 1000-Meilen-Rennen von Brescia nach Rom und wieder zurück nach Brescia sowohl 1928 als auch 1929 als Gesamtzweiter. Zwei weitere dritte Ränge 1931 und 1934 machten Archimede Rosa zum Mille-Miglia-Rennfahrer mit den meisten Podiumsplatzierungen ohne Gesamtsieg.
Nachdem OM noch während der Rennsaison alle Rennaktivitäten eingestellt hatte, wechselte Archimede Rosa zur Scuderia von Enzo Ferrari. Den dritten Rang bei der Mille Miglia 1934 erreichte er mit Louis Chiron im Scuderia-Alfa Romeo 8C 2300 Monza Spider Brianza 2.6. Sein letzter großer Erfolg war der zweite Rang bei der Targa Abruzzi 1935, gemeinsam mit Gianfranco Comotti, hinter den Scuderia-Teamkollegen Franco Cortese/Francesco Severi.
Seine letzten Rennen als aktiver Fahrer waren die Targa Florio und die Mille Miglia 1949. Beide Veranstaltungen beendete er auf einem Cisitalia an der 17. Stelle der Gesamtwertung.